# ناحیه ادل، شهرستان دالاس، آیووا
شهرستان ادل، بخش دالاس، لووا (به انگلیسی: Adel Township, Dallas County, Iowa) در ایالات متحده آمریکا است که در آیووا واقع شده‌است.

## خصوصیات
شهرستان ادل ۹۴٫۷۷ کیلومترمربع مساحت و ۵٬۶۶۴ نفر جمعیت دارد و ۲۸۰ متر بالاتر از سطح دریا واقع شده‌است.